# Löwenburg (Kassel)

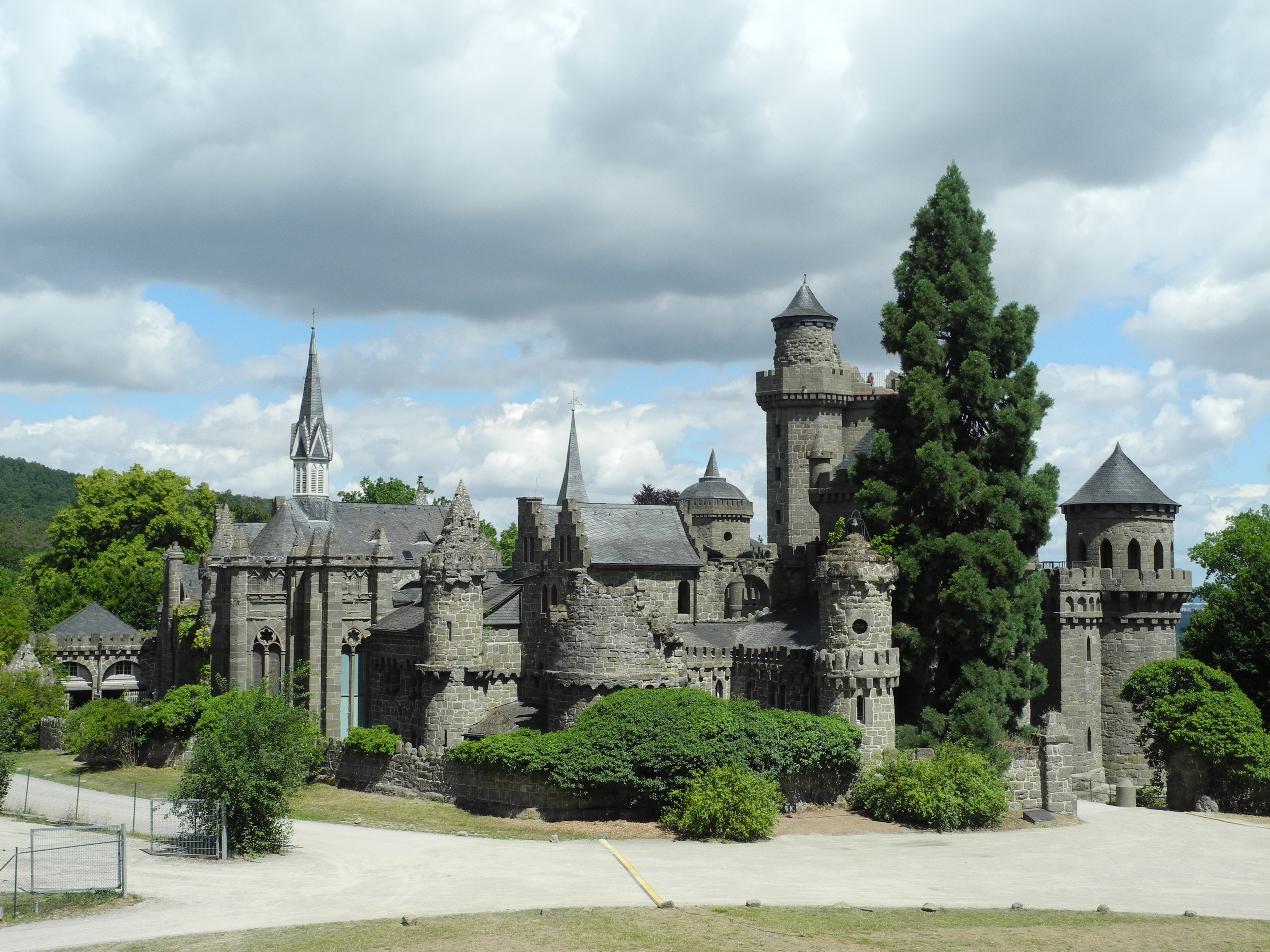
Die Löwenburg

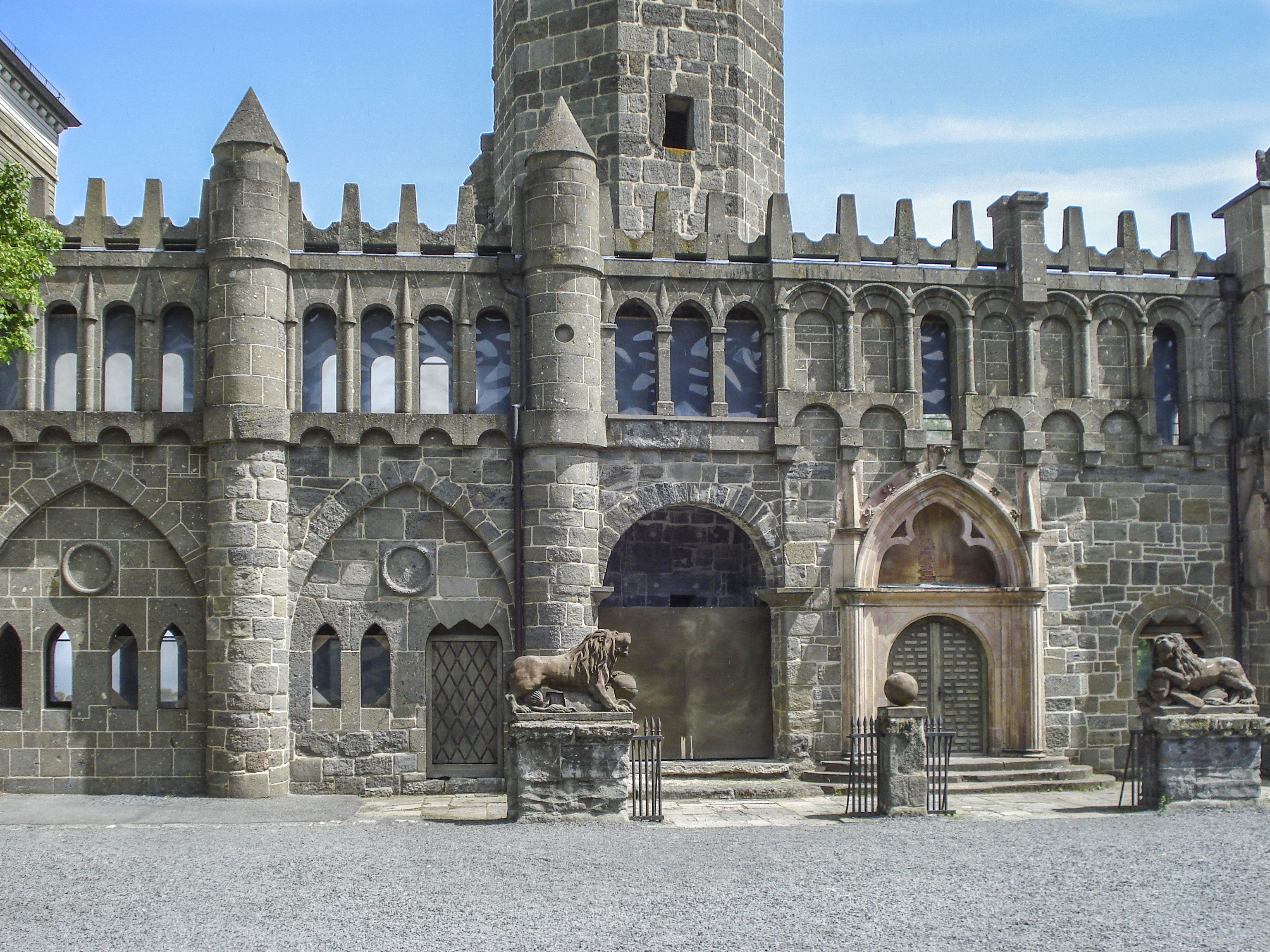
Innenbereich mit den namengebenden Löwen

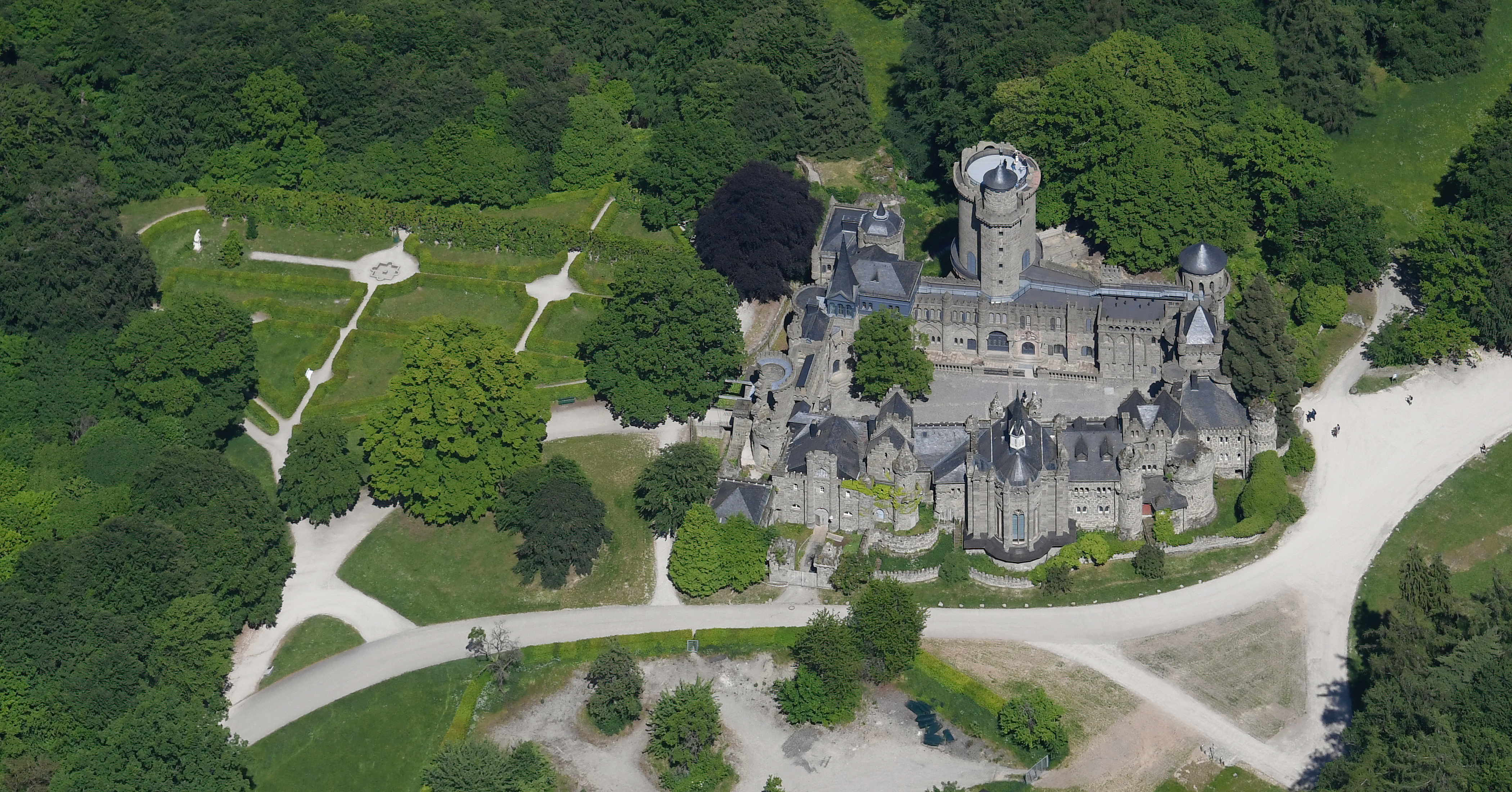
Löwenburg und Burggarten von Südwesten aus der Luft gesehen

Die Löwenburg ist ein ab 1793 erbautes Lustschloss im Kasseler Bergpark Wilhelmshöhe.
Das als künstliche Burgruine errichtete Schloss steht oberhalb des Schlosses Wilhelmshöhe im südlichen Teil des Bergparks und damit südlich der Sichtachse Schloss Wilhelmshöhe-Herkules auf etwa 350 m ü. NN am Ostrand des Hohen Habichtswaldes. Die Löwenburg diente ihrem Bauherrn Landgraf Wilhelm IX. von Hessen-Kassel als privater Rückzugsort und wurde 1821 auch seine Grabstätte. Kunstgeschichtlich gilt die Anlage als wegweisend, denn sie ist eine der frühesten Bauten der Neugotik in Deutschland und zugleich eines der wenigen Lustschlösser (im Park einer Residenz) in diesem Stil.

## Geschichte

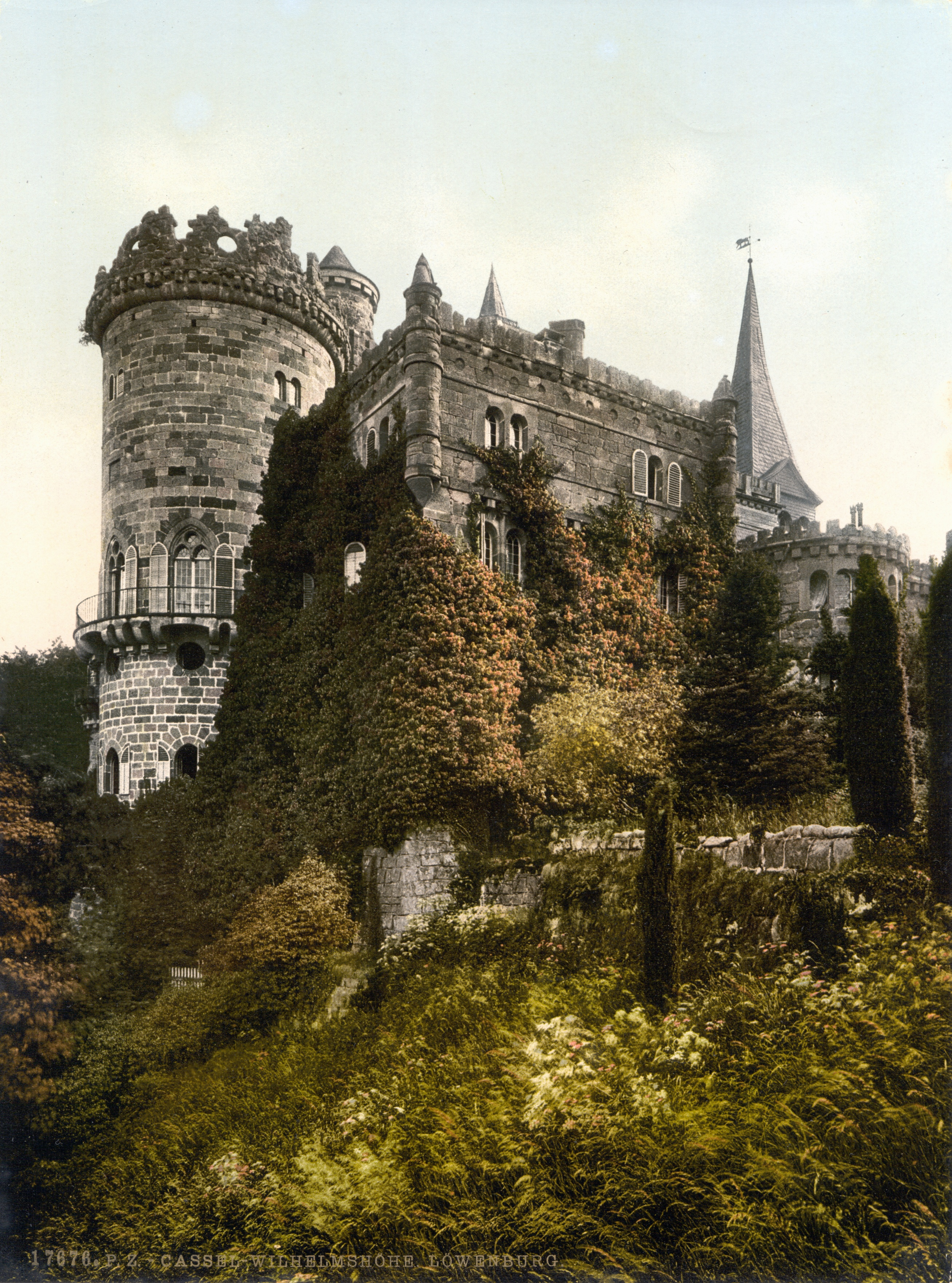
Die Löwenburg auf einer historischen Postkarte. Links der im Zweiten Weltkrieg zerstörte Bergfried.

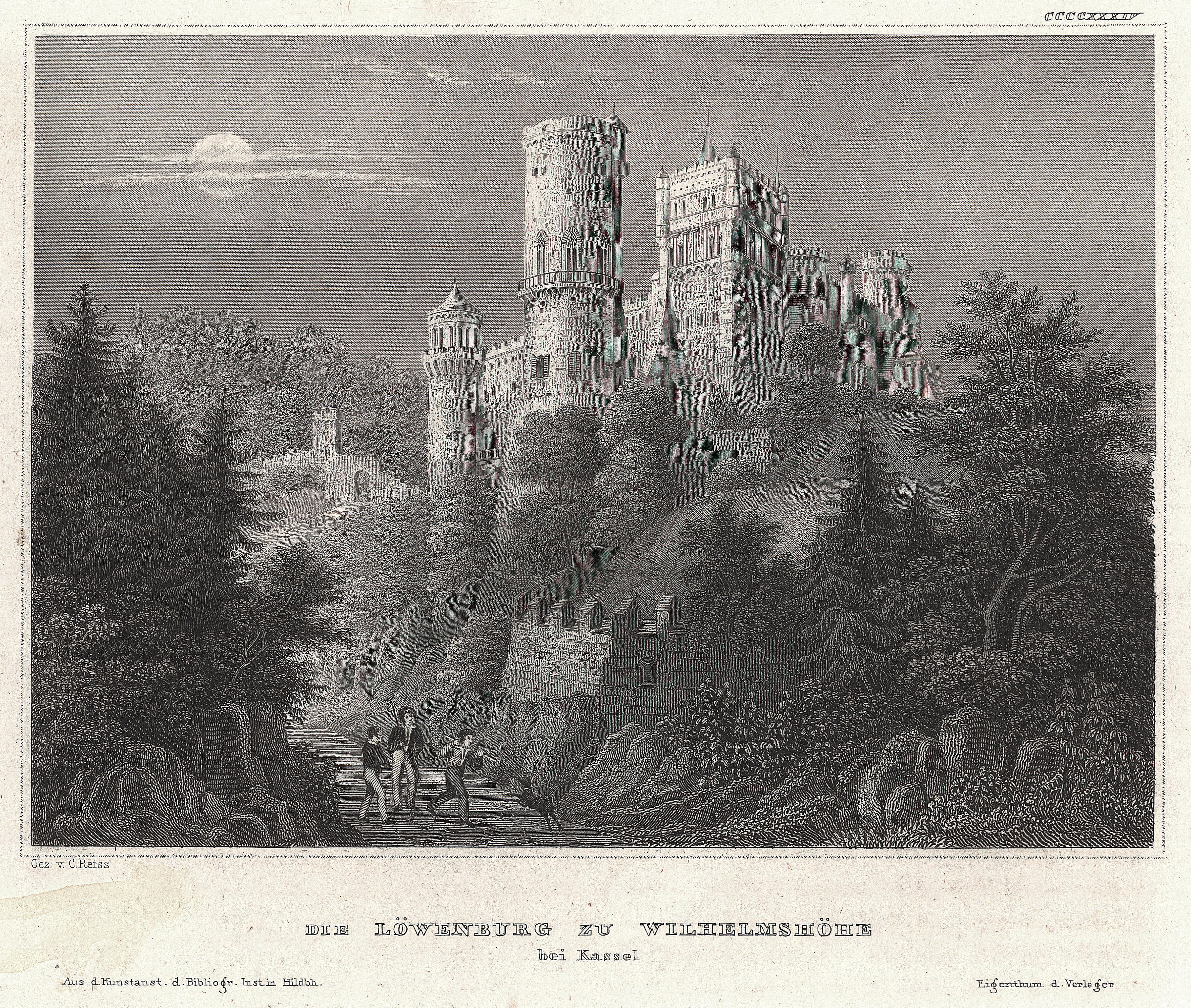
Die Löwenburg um 1843

Das einer Höhenburg nachempfundene Schloss entstand nach Entwürfen von Heinrich Christoph Jussow zwischen 1793 und 1801, also Jahrhunderte nach der eigentlichen Bauphase von Burgen in Deutschland. Sie ist die Nachahmung einer mittelalterlichen Ritterburg und wurde, romantisch historisierend, bewusst als künstliche Ruine errichtet. Die Neugotik hatte 1749 mit dem Bau des englischen Landhauses Strawberry Hill begonnen; das erste neugotische Bauwerk in Kontinentaleuropa war das unter Friedrich dem Großen 1754/1755 erbaute Nauener Tor in Potsdam. Ab 1773 war das Gotische Haus im Wörlitzer Park entstanden.
Die Löwenburg wurde zunächst nur als ruinöser Turm mit Nebengebäude geplant, ähnlich der bereits ab 1779 vom selben Bauherrn errichteten künstlichen Ruine in Wilhelmsbad. Schließlich entstand eine komplette Burganlage, die sich um einen Innenhof gruppiert. Die Anlage diente dem Landgrafen als Wohnsitz für sich und seine Mätresse Karoline von Schlotheim. 1821 wurde der 1803 zum Kurfürsten Wilhelm I. erhobene Landgraf in der Gruft unter der Burgkapelle bestattet. Die Löwenburg wurde von Beginn an aus wenig witterungsbeständigem Habichtswälder Tuff errichtet, der nahe der Baustelle verfügbar war und einfach zu bearbeiten ist.

### Zweiter Weltkrieg und die Folgen
Bis ins Jahr 1945 flogen die Royal Air Force und die United States Army Air Forces mehrere Angriffe auf Kassel. Den schwersten Angriff erlebte die Stadt am 22. Oktober 1943. Aufgrund der Rüstungsindustrie und vor allem durch die dichte Bebauung im Altstadtbereich mit den leicht Feuer fangenden Fachwerkhäusern rückte Kassel gemäß der Area Bombing Directive bereits früh in die Liste der Städte, für die ein Brandbombenangriff besonders geeignet erschien. Dabei wurde der Bergfried der Löwenburg größtenteils zerstört (übrig blieb nur der Treppenturm mit einigen Mauerresten) und weite Teile der Anlage, darunter der Küchenbau und der Verbinderbau, schwer beschädigt. Der Wiederaufbau geschah in den Nachkriegsjahren recht zweckmäßig und war eher durch Funktionalität denn durch Detailtreue gekennzeichnet. Im Jahr 1957 wurden umfangreiche Umbauarbeiten im Damenbau vorgenommen, die das Ziel hatten, geborgenes Inventar aus dem zerstörten Bergfried aufnehmen zu können. Zwischen 2005 und 2022 fand eine große Sanierung der Burg statt. Dabei wurde der Bergfried komplett wiederaufgebaut und begehbar gemacht. Im Juli 2022 war der Wiederaufbau abgeschlossen und die Burg wurde wiedereröffnet.

## Ausstattung
Die Innenräume bestehen aus vier fürstlichen Wohnappartements in barockem Zuschnitt. In einer Rüstkammer befinden sich zahlreiche historische Waffen und Plattenpanzer des 16. und 17. Jahrhunderts. Die Burgkapelle ist mit zahlreichen Objekten mittelalterlicher Kirchen aus der nordhessischen Umgebung ausgestattet und verfügt über eine Gruft mit dem Sarkophag des Kurfürsten unter dem Chor. Viele Ausstattungsgegenstände der historischen Sammlung, die während des Krieges ausgelagert wurde, befinden sich noch in Depots oder sind auf Schloss Friedrichstein ausgestellt. Ihre Rückkehr soll erst erfolgen, wenn der Wiederaufbau des Schlosses abgeschlossen ist. Die Innenräume können im Rahmen von Führungen besichtigt werden.

## Trivia
Im Jahr 1922 drehte Georg Jacoby Teile seines Films „So sind die Männer“ in der Burg. In diesem Film hatte Marlene Dietrich ihre erste kleine Rolle.
Im Jahr 2010 wurde in der Löwenburg Folge 19 von 22 der TV-Serie Pfarrer Braun gedreht, die seitdem mehrfach im deutschsprachigen Fernsehen ausgestrahlt wurde. Ottfried Fischer in der Hauptrolle spielt einen kriminalistisch aktiven Pfarrer, der einem Mordfall auf der Spur ist. Die Löwenburg dient als Pfarrhaus und Tatort.
Im Film Grand Budapest Hotel wird eingangs der Besitz der Hauptfigur Zéro Moustafa behandelt und unter anderem kurz ein Bild der Löwenburg eingeblendet, das sie von der Südseite zeigt.
Zum 2. Januar 2016 gab die Deutsche Post AG eine Briefmarke zu 90 Cent im Rahmen ihrer Sondermarkenserie Burgen und Schlösser heraus, die die Löwenburg im Winter zeigt. Der Entwurf stammt von Nicole Elsenbach und Franc Fienbork.